# 別府国際温泉観光大博覧会
別府国際温泉観光大博覧会（べっぷこくさいおんせんかんこうだいはくらんかい）は、1937年（昭和12年）3月25日から5月13日までの50日間にわたって、大分県別府市で開催された博覧会である。

## 概要
別府温泉を阿蘇、雲仙、長崎と結んだ国際観光ルートが構想されたことを契機に開催された博覧会で、前々年の1935年（昭和10年）9月に亀川町、石垣村、朝日村が別府市と合併したことを記念する意味合いもあった。
会場となった旧別府公園には、六大館と位置づけられた温泉館、観光館、産業本館、陸軍館、海軍館、電気科学館、大分県館に加え、美術館、宗教館、台湾館、朝鮮館、南洋館、農具機械館、特許実演館、善光寺館、日の丸館、三偉人館、別府館、世界一周館、ミイラ館、海女館、歴史館、ラヂオ館、非常時国防館といった多数のパビリオンが建設されたほか、野外演芸場や矢野サーカス演技場等も設けられた。期間中の有料入場者は、計46万7,852人にのぼった。